# Idamaraz

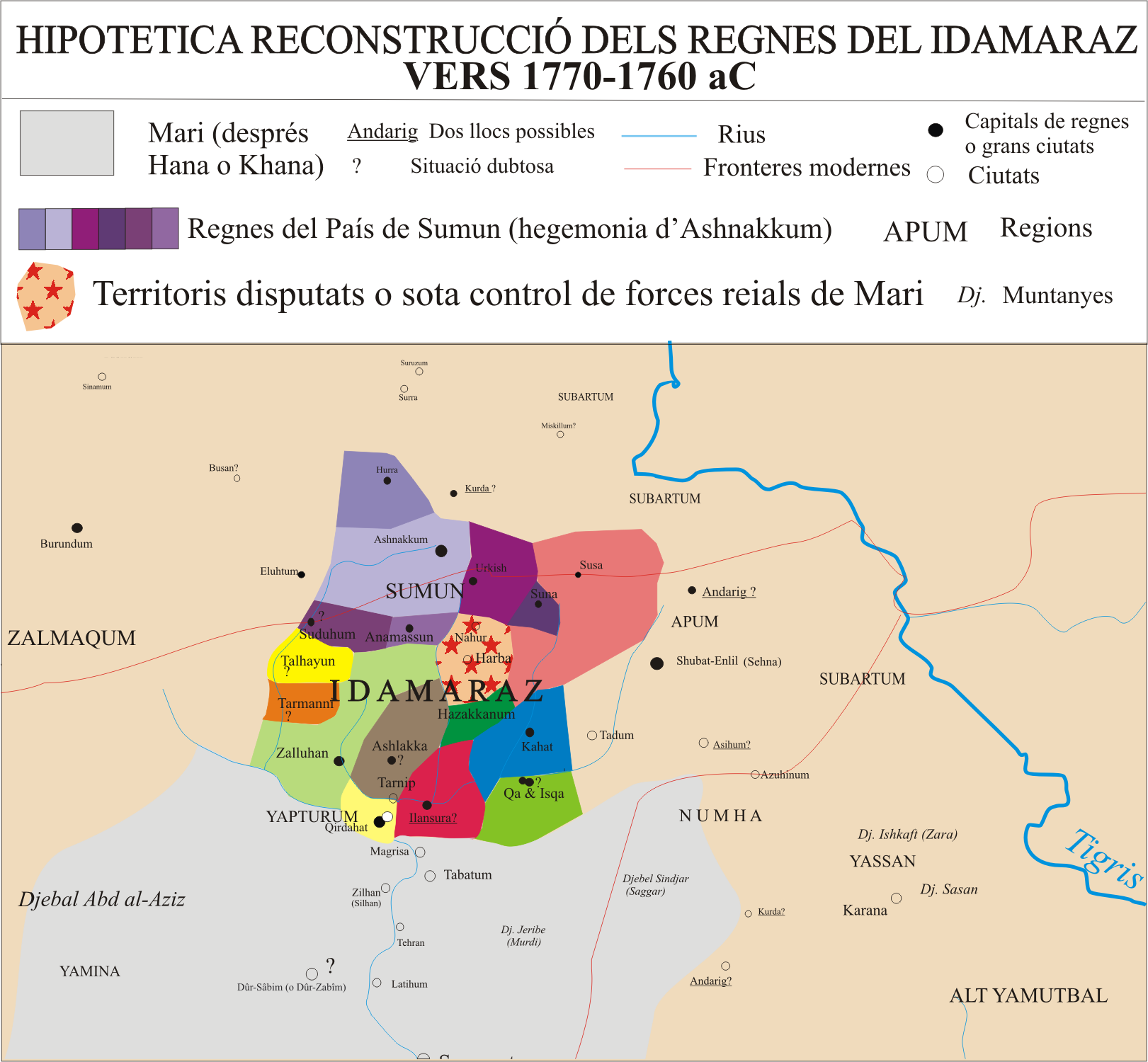
Hipotetica reconstrcció dels regnes de l'Idamaraz vers 1770 aC

Idamaraz fou el nom donat a les fonts mariotes (del regne de Mari) a la regió anomenada el triangle del Khabur. El gentilici general pels seus habitants era idamaraseu. Aquesta regió va pertànyer a Xamxi-Adad d'Ekallatum però a la seva mort vers 1175 aC no va trigar a caure sota influència de Zimrilim de Mari, que hi va fer una expedició. Quan els exèrcits aliats d'Elam i Eshunna van avançar cap a la zona, va caure sota el seu control i Zimrilim va preparar de seguida una expedició per reconquerir el control i va fer aliança amb Hammurabi de Babilònia. Els aliats amb suport també de Yamkhad van aconseguir derrotar finalment als elamites i Eshunna que van deixar de representar un perill.

## Esments històrics
Els arxius de Mari es refereixen al Ida-maraz del Khabur (hi havia un altre regió amb el mateix nom a la zona del Diyala, a l'oest d'Eshnunna). Sota Xamxi-Adad I apareix esmentada la regió per primer cop com a Idamaraz Superior (halaş Ida-maraș elûm) nom que ja no torna a aparèixer a les tauletes de Mari sota Zimrilim. L'expressió "superior" es contraposaria a l'altre regió del mateix nom al sud (en aquest cas al sud-est). Entre les ciutats de l'Idamaraz s'inclou Qirdahat, situada a la vora del Khabur que marcaria la seva frontera natural al sud; en canvi ciutats més a l'oest del Hirma (avui Djaghdjagh) no formaven part del territori. Els límits canvien segons les fonts històriques i els períodes; un Idamaraz superior encaixa be amb un districte de l'alta Mesopotàmia amb centre a Ekallatum i Shubat-Enlil (i a Kahat on tenia el seu harem Xamxi-Adad I). La part baixa del país abraçava la riba oriental del Hirma incloent Ilansura i Kahat. Aquesta part anomenada "superior" (que quasi es podria ssimilar a Subartu, tot i que concretat només en la conca de l'alt Khabur) fou després, sota Zimrilim, el centre de la regió. Els límits fluctuaven i així trobem que el Yapțur, que en feia part sota Xamxi-Adad I, no en feia sota Zimrilim; Zalluhan (Zalluhān), un regne a la part sud-est, en fou separat en algun moment per decisió reial. El regne de Hazzikkanum no hauria format part de la regió. Com a regnes i ciutats principals de la regió s'esmenten: Ašnakkum, Hurrā, Ilanșurā, Nahur, Qirdahat, Šuda, Šuduhum, Talhayūm, Tarmanni o Tarmannu, Ašlakkā, Zalluhān, Susā, Qa i Isqā; el regne de Hazzikkanum era dubtós igual que kahat i algun altre; bàsicament ocupaven la part occidental de l'alt Khabur.

## La regió[2]
La regió era important pels nòmades bensimalites per les seves pastures d'estiu (pastoraven entre Yapțur i Razamā i ocasionalment fins a les muntanyes Ebih). El centre de la regió era la ciutat de Nahur, niucli dels beduins. Idamaraz designava una regió constituïda en comunitat política de regnes i ciutats, els membres de la qual podia variar; els textes parlen dels haneus (hana) transhumants dirigits pel seu cap de pastures, i les ciutats representades pels seus "pares" (en el sentit de reis). La regio com a tal no tenia una organització propia si bé en alguns aspectes el sistema tribal propi dels bensimalites i benjaminites es feia servir (hi havia molts habitants d'aquestos dos grups, junta amb emigrants de llengua hurrita).Segons el ritual del kispum, Xamxi-Adad I era proper als beduins Yaradu els quals al seu torn derivaven dels Yardū Amurru, un grup llegendari teoric ancestre dels habitants de l'altra regio de l'Idamaraz al Diyala (Xamxi-Adad I era originari de la regió del Diyala) però l'Idamaraz del triangle del Khabur no derivaria d'un grup particular que li hauria donat el seu nom sinó d'un procès que va portar a la transformació de les estructures locales amb la barreja de diversos elements heterogens, fornais i autoctons, semites i hurrites, emigrants antics i moderns, nòmades o sendentaritzats, en una terra de cultiu en secà i pastura; una aliança que hauria vingut determinada per la necessitat de defensa contra grups exteriors (primer els bensimalites i benjaministes però sobre tot les potències regionals (Eshnunna, Ekallatum, Mari) que amenaçaven els seus valors i interessos comuns. Idamaraz va gaudir d'alguns períodes de indpendència breus, que sempre foren liquidats per operacions militars d'Eshnunna, Mari (amb Yahdun-Lim i amb Zimri-Lim), d'Ekallatum (amb Xamxi.Adad I), i de Babilònia (Hammurabi i el seu fill Samsu-iluna). Després del 1761 aC la regió fou una font d'esclaus pel mercat babiloni.
Sota Zimri-lim, la regió fou sotmesa a Mari i als bensimalites (sobretot a la seva branca dels Yabasa); no obstant les revoltes no foren estranyes (per exemple Ašlakkā se sap que es va revoltar dues vegades). Amb la caiguda de Mari (1761 aC) i l'extensió del poder babiloni, la regió va gaudir d'autonomia aprofitant l'equilibri entre Babilònia i Yamkhad (Àlep). Ilanșurā que era tradicionalment el cap de la confederació de regnes sota Zimrilim, va seguir en aquesta posició.
S'esmenta la ciutat de Kaspatum (no esmentada a les tauletes de Mari) com a porta d'entrada a la regió (estava situada a la part nord-oest del Sindjar). Les tauletes recuperades a Tell Leilan permeten conèixer dades sobre les rivalitats i conflictes locals.
L'offensive de Samsu-iluna en el seu 22è any de regnat (1728 aC) va ser un cop terrible per l'Idamaraz. Els grans centres foren destruïts especialment Šehna (Shubat-Emlil) i Susā. El nom d'Idamaraz es mantindra associat a la regió fins al final de la primera dinastia babilònia, però el nom d'Habigalbat (d'origen hurrita), comença a imposar-se per acabar fent desaparèixer definitivament el d'Idamaraz amb el final de la dinastia.